# Mansab

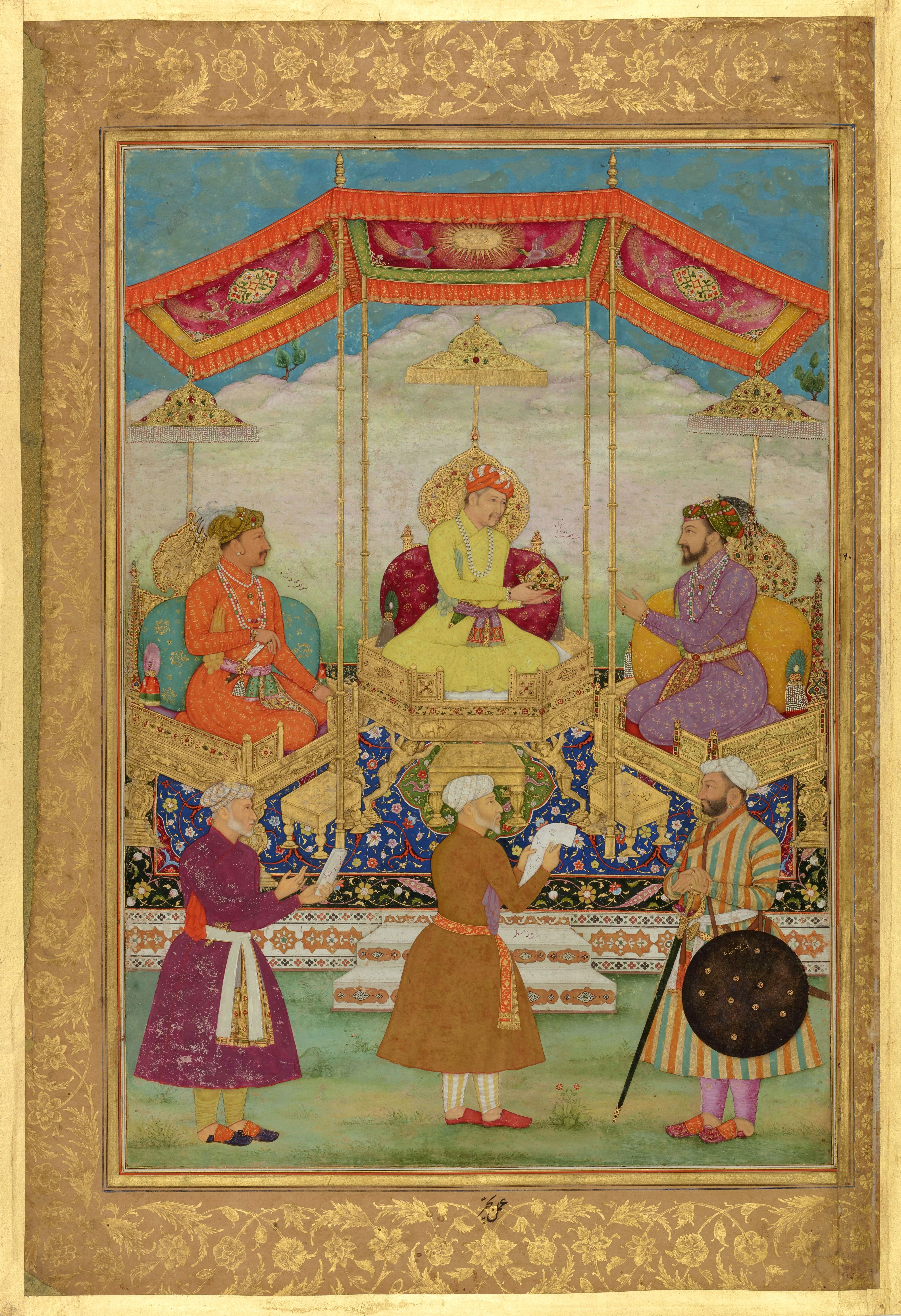
Die Kaiser Akbar, Jahangir und Shah Jahan auf dem Thron mit ihren berühmtesten Ministern davor

Das Mansab-System (persisch منصبداری, DMG manṣabdārī, „Ranginhaberschaft“, von persisch منصب, DMG manṣab, „Rang“) war die Hierarchie der Staatsdiener im indischen Mogulreich (1526–1757/1858). Es bestimmte sowohl die Stellung eines Staatsdieners im Reich als auch seine Bezahlung. Jeder Staatsdiener (persisch منصبدار, DMG manṣabdār) hatte einen doppelten Rang, der in Nummern ausgedrückt wurde. Die erste Nummer, genannt zat (persisch ذات, DMG ẕāt, wörtlich „Essenz“, d. h. „persönlich“), bezog sich auf den persönlichen Rang und das zugehörige Gehalt. Staatsdiener mit einem Rang von 1000 zat und mehr galten als Adlige (persisch امراء, DMG umarā'). Die zweite Nummer, sawar (persisch سوار, DMG savār, „Kavallerie“) bestimmte die Anzahl der Reiter, die ein Staatsdiener zu unterhalten und im Kriegsfall zu stellen hatte. Dabei wurde nicht zwischen zivilen und militärischen Ämtern unterschieden; jedoch hatten Generäle in der Regel höhere Ränge als Minister. Eingeführt von Kaiser Akbar 1566 und von seinen Nachfolgern den Umständen angepasst, bildete es 150 Jahre lang den Verwaltungsmechanismus des Mogulreiches. Unter Kaiser Aurangzeb und besonders nach dessen Tod 1707 ging das Reich schließlich an den Problemen des Mansab-Systems zugrunde.

## Einführung
Das Mansab-System geht auf die Ränge der mongolischen Armee zurück, die in Zehntausendschaften, Tausendschaften, Hundertschaften und Zehnergruppen eingeteilt war. Diese Organisation wurde von Timur und seinen Nachfolgern weitergeführt, so dass auch der Gründer des Mogulreichs, der Timuride Babur (1483–1530) seine Armee so organisierte. Allerdings waren zu seiner Zeit Bezeichnungen wie „Anführer von Tausend“ nur noch nominell. Babur berichtet in seiner Autobiographie, dass beim Zusammentreffen zweier „Zehntausender“-Heere (tumān) etwa 2000 Mann zusammenkamen.
Kaiser Akbar (1556–1605) erweiterte in seinem 11. Regierungsjahr (1566) den Titel auf eine Doppelbezeichnung, z. B. 1000 zat / 400 sawar. Dies bedeutet den nominellen Rang eines Herrn von 1000 Reitern, der tatsächlich 400 Reiter zu stellen hat. Akbar führte auch die obligatorische Brandmarkung und Registrierung der Pferde ein. Vor allem übernahm Akbar die Reformen des Gegners seines Vaters Humayun, Sher Shah Suri, wie die standardisierte Rupie und die Bezahlung des Heeres in bar statt durch Land. Hierzu ließ er das Land so gut wie möglich katastrieren und einen Zehnjahresdurchschnitt (persisch ده ساله, DMG dah-sāla) des Steueraufkommens pro Provinz errechnen. So wurde dem Staat in Indien zum ersten Mal ermöglicht, die Steuern direkt von den Bauern einzutreiben statt sich auf lokale Grundherren (Zamindare) zu verlassen. 1574 konfiszierte Akbar den faktisch erblich gewordenen Grundbesitz (Iqta) des Adels, um ihn sämtlich zu Kronland (persisch خالصه, DMG khāliṣa) umzuwandeln. Der größte Teil dieses Kronlandes wurde dann unter der Bezeichnung Jagir neu vergeben. Der Unterschied war, dass die Staatsdiener nun auf das Land keinen Besitzanspruch mehr hatten, sondern entsprechend der Einkünfte ihres Jagirs ein Gehalt aus dem Steueraufkommen bezogen. Das Einkommen setzte sich zusammen aus dem Gehalt nach Zat-Rang und den Zuschlägen pro Reiter, die zusammen viel mehr ausmachten. Die Inhaber eines Jagir (persisch جاگیردار, DMG jāgīrdār) wurden häufig versetzt, im Schnitt alle drei Jahre. Ausgenommen waren die alteingesessenen Rajputenherrscher, die meistens ihr Stammland (vaṭan) als Jagir bekamen. Die Jagirdare wurden von den lokalen Steuer- und Informationsbeamten (qānūngo) kontrolliert, außerdem konnten sich bedrängte Untertanen beim Hof beschweren. Auf diese Weise schuf Akbar einen effektiven Staatsapparat, der durch Akbars erfolgreiche Eroberungen genug Einkünfte hatte, um Militär und Verwaltung gut funktionieren zu lassen.

## Weiterentwicklung unter den Kaisern Jahangir und Shah Jahan
Unter Kaiser Jahangir (1605–1627; es ist nicht bekannt wann genau) wurde der Sawar-Rang unterteilt in „einfache Reiter“ (persisch برآوردی, DMG barāvurdī, „aufgestellt“) und „Reiter mit zwei oder drei Pferden“ (persisch دو اسپه سه اسپه, DMG du-aspa-si-aspa). Für einen „Reiter mit zwei oder drei Pferden“ bekam der Mansabdar das Doppelte. Da jedoch Jahangir die Einhaltung der Unterhaltspflicht für Kavallerie kaum überwachen ließ, sparten die Mansabdare an der tatsächlichen Zahl der Kavalleristen und behielten das gesparte Geld. Dies war umso verlockender, als der allergrößte Teil das Gehalts für den Sawar-Rang bezahlt wurde.
Kaiser Shah Jahan (1628–1658) erbte daher einen stark verschuldeten Staat und versuchte, das Mansab-System zu reformieren. 1630 kürzte er die Gehälter für Zat-Ränge um ⅓ und die für Sawar-Ränge um 1/6. Damit verschob sich der Gehaltsunterschied zwischen beiden Rängen noch weiter in Richtung Sawar-Gehälter. Dazu bestimmte er, dass jeder Staatsdiener ⅓ der im Sawar-Rang bestimmten Reiter tatsächlich unterhalten musste, wenn er in seinem Jagir wohnte, und ¼, wenn nicht. Man kann sich vorstellen, wie die Moral zuvor gewesen sein muss. Zu einer weiteren Reform kam es zunächst nicht, da nacheinander zwei große Generäle gegen den Kaiser rebellierten und er gegen sie vorgehen musste. Dabei durfte er sein Militär nicht durch Sparmaßnahmen verärgern. Außerdem eroberte er 1633 das Sultanat von Ahmadnagar, das den Regierungswechsel ausgenutzt hatte, um verlorene Gebiete zurückzugewinnen. Zu diesem Zweck warb er, wie damals üblich, dem Gegner so viele Generäle wie möglich ab und musste sie mit einem angemessenen Mansab einstellen.
Erst nach dem Abschluss dieser Kriege konnte Shah Jahan 1642 die dringend nötige Reform angehen und führte dazu die Monatstabellen (persisch ماهوار, DMG māhvār) ein. Damit machte er das Einkommen eines Mansabdars zusätzlich zu seinem Rang direkt vom Steueraufkommen seines Jagirs abhängig. Die Staatsdiener wurden so, modern gesprochen, zu Teilzeitkräften, die nur für so viele Monate bezahlt wurden, wie das Steueraufkommen reichte. Dies bedeutete einen enormen Einkommensverlust für den Adel. In besonders armen Gegenden wie dem kriegsgeplagten Dekkan wurde noch einmal ¼ abgezogen.
Nachdem Shah Jahan mit den beiden verbliebenen Dekkan-Sultanaten einen Friedensvertrag für 20 Jahre geschlossen und das Gebiet von Ahmadnagar mit ihnen geteilt hatte, musste er sich Ziele für weitere Eroberungen anderswo suchen. Er versuchte daher 1645–47, von Kabul aus ins heutige nördliche Afghanistan vorzustoßen und die Gegend der Stadt Balch zu erobern. Dieser Kriegszug missglückte ihm völlig. Auch hatten die Iraner inzwischen die Grenzfestung Kandahar zurückerobert, und Shah Jahan versuchte in drei Kampagnen von 1648 bis 1653 vergebens, sie wiederzugewinnen. Für diese Kriege brauchte Shah Jahan wieder mehr Soldaten, so dass die Ausgaben für die Mansabdare deutlich stiegen, obwohl ein einzelner Mansabdar viel weniger verdiente.

## Zusammenbruch unter Kaiser Aurangzeb
Kaiser Aurangzeb (1658–1707) übernahm daher seinerseits ein finanziell strapaziertes Reich. Obwohl die Kriege in der Anfangszeit seiner Herrschaft nichts brachten (besonders der Assamkrieg 1662–71) und er die Revolten der Jats, der Satnamis, der Afghanen unter Khushhal Khan Khattak, der Marathen unter Shivaji, und die seines Sohnes Akbar niederschlagen musste, hielt das Mansab-System zunächst noch. Jedoch wurde das vergebbare Steueraufkommen (persisch پیباقی, DMG paibāqī) schon knapp, besonders weil die Kaiser ihr Kronland stetig erweitert hatten, von 5 % 1625 auf 20 % 1668. Aurangzebs Versuch 1679, einen Erbstreit der Maharajas von Jodhpur auszunutzen und ihr Land zu konfiszieren, führte zum Rajputenaufstand, der zeigte, dass auch die Nibelungentreue der hinduistischen Rajputen ihre Grenzen hatte. Auch verfiel die Moral der Mansabdare, ihren Pflichten nachzukommen und die festgelegte Anzahl Kavalleristen zu stellen.
Endgültig überstrapaziert wurde das Mansab-System jedoch durch Aurangzebs Dekkan-Kriege von 1682 bis zu seinem Tod 1707, zunächst gegen die Dekkan-Sultanate Bijapur und Golkonda, dann gegen die Marathen, deren Generäle auf eigene Rechnung kämpften. Die übliche Praxis, Generäle der Gegenseite abzuwerben, praktizierte Aurangzeb in so großem Stil, dass kein vergebbares Steueraufkommen mehr übrig blieb. Verschlimmernd kam hinzu, dass Aurangzeb das Land der eroberten Dekkan-Sultanate als nicht vergebbares Kronland für sich selbst beansprucht hatte, dass die Steuern aus Nordindien, wo der Kaiser nicht war, oft ausblieben, und dass Aurangzebs Generäle den Krieg in die Länge zogen und mit den Marathen heimlich Waffenstillstände vereinbarten, aus Angst, nach einem Frieden entlassen zu werden. So leerte der Krieg die Staatskasse endgültig, bis die Mansab-Ränge mit der Realität nichts mehr zu tun hatten. Aurangzeb starb 89-jährig in Südindien. Sein Sohn Bahadur Shah I., selbst schon 63, konnte das Reich nicht mehr konsolidieren, und nach seinem Tod 1712 zerfiel es schnell.